# 翟念劬
翟念劬（1891年9月15日—1967年2月16日），字秋莪。廣西省來賓縣人。民國37年（1948年）在廣西省第一選區當選第一屆立法委員。

## 生平[1][2]
- 來賓雷江書院、橋溽兩等小學堂、柳州府中學堂、廣西第二師範學校、北京法律學堂〔北京法政專門學校〕畢業
- 廣西陸川縣、廣東東莞縣、紫金縣法院承審員和推事。
- 廣西陸軍第一師副官長、軍法處長
- 廣東省東莞縣縣長
- 廣西公立法政專門學校教員、訓育主任、代理校長
- 廣西高等法院察計委員
- 廣西高等法院梧州第二分院首席檢察官
- 廣西大學法學教授
- 開設律師事務所
- 廣西臨時參議會第二、三屆參議員
- 民國37年，當選立法委員，曾出席第一屆立法院第一會期
- 1949年11月，參與籌組柳州臨時治安委員會並任委員
- 1950年起，擔任柳州市第一、二、三屆各界人民代表會議特邀代表、柳州市協商會委員、柳州市抗美援朝分會副主任委員、廣西省人民政府參事室參事、廣西省第一屆人大代表、廣西省(區)政協第一、二、三屆常務委員、柳州市政協第一屆常務委員和第二、三、四屆副主席